# Бечел
Бечел (рум. Băcel) — село у повіті Ковасна в Румунії. Входить до складу комуни Кікіш.
Село розташоване на відстані 148 км на північ від Бухареста, 11 км на південь від Сфинту-Георге, 20 км на північний схід від Брашова.

## Населення
За даними перепису населення 2002 року у селі проживали 622 особи.
Національний склад населення села:
| Національність | Кількість осіб | Відсоток |
| -------------- | -------------- | -------- |
| румуни         | 615            | 98,9%    |
| угорці         | 7              | 1,1%     |

Рідною мовою назвали:
| Мова      | Кількість осіб | Відсоток |
| --------- | -------------- | -------- |
| румунська | 611            | 98,2%    |
| угорська  | 11             | 1,8%     |